# 广州路街道 (淮安市)
广州路街道，是中华人民共和国江苏省淮安市清江浦区下辖的一个乡镇级行政单位。

## 行政区划
广州路街道下辖以下地区：
黄元社区、李曹社区、大王社区、邱圩社区、白果社区、新兴社区、秀锦社区和小堆社区。